# William Abner Eddy
William Abner Eddy (ur. 28 stycznia 1850, zm. 26 grudnia  1909) –  amerykański księgowy i dziennikarz znany z eksperymentów z latawcami. Naukowe znaczenie patentów Eddy'ego było krótkotrwałe z powodu pojawienia się prostokątnych latawców skrzyniowych Lawrence'a Hargrave'a. Niemniej jednak, w rok po śmierci Eddy'ego, dziesięć połączonych latawców Eddy'ego osiągnęło wysokość 23 385 ft (7127,75 m)  i ustanowiło rekord wysokości nie pobity przez kilka lat. 

## Życiorys
William A. Eddy urodził się w zamożnej rodzinie w Nowym Jorku. Jego ojciec był pastorem. Po ukończeniu Uniwersytetu Chicagowskiego wrócił do Nowego Jorku, gdzie zaczął pracę na etacie księgowego w New York Herald.  

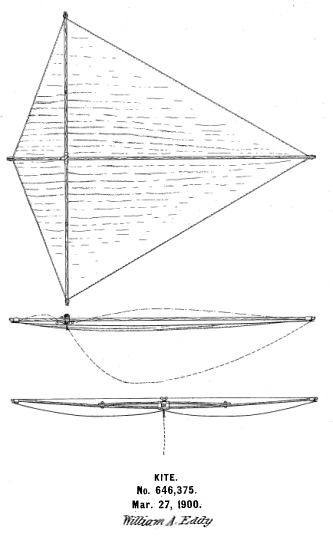
US646375 Rysunek patentowy latawca Williego A. Eddy'ego.

## Latawce
Eksperymenty z latawcami William rozpoczął wcześnie, bo gdy miał 15 lat udało mu się zbudować pierwszy sześciokątny latawiec. Po powrocie ze studiów powrócił do młodzieńczej pasji, prawdopodobnie pod wpływem informacji o innowacyjnych sposobach ich wykorzystania. W 1883 roku Douglas Archibald użył latawców do pomiaru różnic prędkości wiatru, a  Alexander McAdie rozszerzył eksperyment Benjamina Franklina podłączając woltomierz do latawca. W 1887 roku Eddy usłyszał o latawcach J. Woodbridge Davisa. Próbował budować latawce wykorzystując informacje o  popularnych na Jawie latawcach bezogonowych. W 1893 roku podczas Światowej Wystawy Kolumbijskiej udało mu się zdobyć autentyczny latawiec malajski, który zainspirował go do wprowadzenia modyfikacji i doprowadził do powstania tak zwanego diamentowego latawca Eddy'ego. 27 marca 1900 roku złożył wniosek patentowy i w 1900 roku uzyskał patent nr. 646375 na "Eddy's Kite" (latawiec Eddyego). Udoskonalił także metodę łączenia kilku latawców. Wcześniej każdy latawiec był przywiązywany do kolejnego. Wymyślił łączenie latawców oddzielnie, każdego na osobnej linie, którą potem mocowano do liny głównej tworząc rodzaj "pociągu".
Publikacja Eddy'ego dotycząca pomiaru temperatury powietrza przy pomocy latawców zwróciła uwagę Amerykańskiego Towarzystwa Meteorologicznego. W 1894 roku Eddy skorzystał z zaproszenia do udziału w projekcie realizowanym w Obserwatorium Meteorologicznego Blue Hill przez  Henry'ego Helm Claytona.
30 maja 1895 Eddy wykonał zdjęcie lotnicze terenu na półkuli północnej. Było to 37 lat po pierwszych fotografiach z balonu wykonanych przez Nadara i 7 lat po pierwszych fotografiach z latawca wykonanych przez Arthura Batuta. Eddy ulepszył metodę Batuta, a nawet eksperymentował z telefonią za pośrednictwem latawców.

## Życie osobiste
W 1887 roku ożenił się z Cynthią S. Huggins i przeniósł się do Bayonne w stanie New Jersey.  Ich córka Margaret urodziła się 11 stycznia 1888 roku w Nowym Jorku  Zmarł w Bayonne 26 grudnia 1909 roku.